# Kurt von Ruffin
Kurt von Ruffin (Múnich, 28 de septiembre de 1901 - Berlín, 14 de noviembre de 1996) fue un cantante y actor alemán.
Hijo del oficial bávaro Walther von Ruffin y su esposa Olga von Maffei, estudió entre 1911 y 1917 en el Gymnasium de Wurzburgo y luego, hasta finalizar los estudios medios, en el Wilhelmsgymnasium de Múnich. Seguidamente estudió canto con Robert Weiss y Wilhelm Rode. En 1926 fue a estudiar al Mozarteum en Salzburgo y más tarde, gracias a una recomendación de Toscanini, a Milán, para aprender con Giuseppe Borghi.
En 1927, Kurt von Ruffin consiguió un papel en la ópera de Magdeburgo, más tarde en Maguncia y Nuremberga. A partir de 1930 trabaja para el Metropol-Theater de Berlín. Cantó e interpretó en operetas famosas, como Die Fledermaus, y en revistas en el Theater des Westens.
Con la aparición del cine sonoro, von Ruffin fue contratado para filmar varias películas de operetas. Tras finalizar Schwarzwaldmädel en 1933, fue denunciado por homosexual por otro hombre gay que había confesado bajo tortura. Fue enviado nueve meses en el campo de concentración KZ Lichtenburg entre 1934 y 1935. Ruffel recuerda que los guardias de las SS tocaban a los prisioneros y apaleaban a los que se excitaban y tuvo que ver como apaleaban hasta la muerte a algunos prisioneros. Finalmente fue liberado gracias a la intervención del famoso director de teatro Heinz Hilpert, y sus abogados consiguieron la destrucción de la ficha de la Gestapo.
En 1936 se le prohibió aparecer en películas. Ruffin continuó trabajando por un tiempo en el Deutsches Theater y a partir de 1941 en el Theater am Nollendorfplatz. En 1942, excepcionalmente se le permitió participar como cantante en la comedia de Heinz Rühmann Ich vertraue dir meine Frau an.
Tras la Guerra, Karl von Ruffin continuó trabajando en la Komischen Oper de Berlín, en el Theater am Kurfürstendamm, en el Renaissance-Theater y a partir de 1984 en el Schiller-Theater como cantante y actor. En el cine, sólo se le vio en contadas ocasiones. En 1991 Rosa von Praunheim rodó Stolz und schwul (Orgullosos y maricón), un documental sobre von Ruffin y otros dos gais mayores. Junto con otras dos víctimas, habla sobre sus experiencias en el campo de concentración en el documental televisivo Wir hatten ein großes A am Bein (Teníamos una A grande en la pierna).

## Filmografía
- 1931: Die Faschingsfee
- 1931: Walzerparadies
- 1931: Die Schlacht von Bademünde
- 1931: Bobby geht los
- 1933: Ihre Durchlaucht, die Verkäuferin
- 1933: Schwarzwaldmädel
- 1935: Königswalzer
- 1935: Schwarze Rosen
- 1936: Die Stunde der Versuchung
- 1943: Ich vertraue dir meine Frau an
- 1945: Das kleine Hofkonzert
- 1949: Verspieltes Leben
- 1949: Ich mach Dich glücklich
- 1949: Der blaue Strohhut
- 1963: Der Zinker
- 1970: Die Herren mit der weißen Weste
- 1983: Liebelei (para la televisión)
- 1985: Die Dame vom Palace-Hotel
- 1985: Der Unbesiegbare
- 1991: Stolz und schwul